# Dolní Heřmanický rybník
Dolní Heřmanický rybník je rybník o rozloze vodní plochy asi 3,6 ha, zhruba obdélníkovitého tvaru o rozměrech asi 300 × 140 m, nalézající se na Sloupnickém potoce asi 1,5 km severozápadně od centra obce České Heřmanice v okrese Ústí nad Orlicí. Rybník je obklopen rozsáhlými rákosinami. Je součástí rybniční soustavy sestávající ze tří rybníků – zbývajícími rybníky jsou Prostřední Heřmanický rybník, Horní Heřmanický rybník. Zakreslen je již na mapovém listě č. 149 z prvního vojenského mapování z let 1764–1768.
Rybník je využíván pro chov ryb.

## Galerie

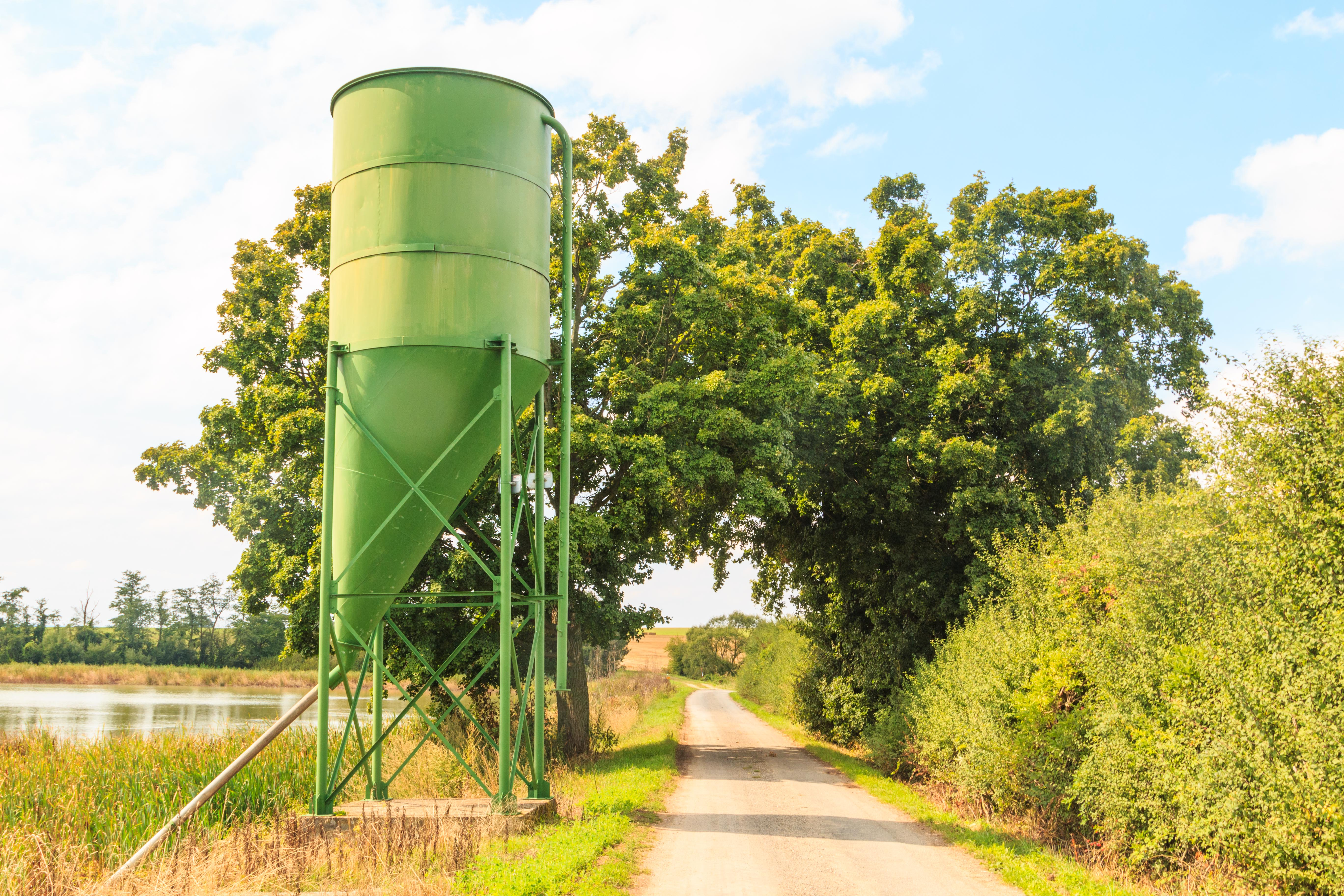
Pohled na Dolní Heřmanický rybník
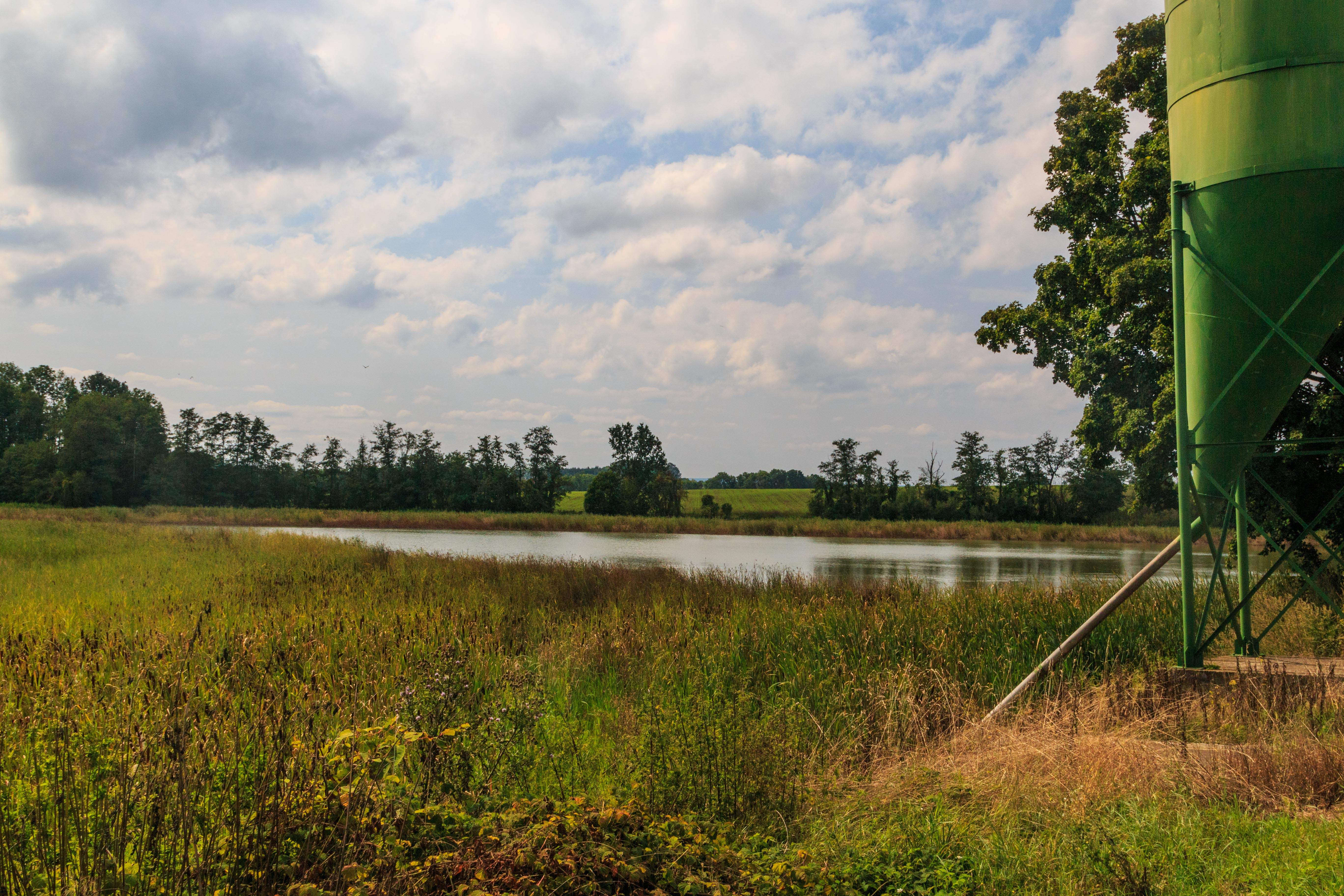
Pohled na Dolní Heřmanický rybník
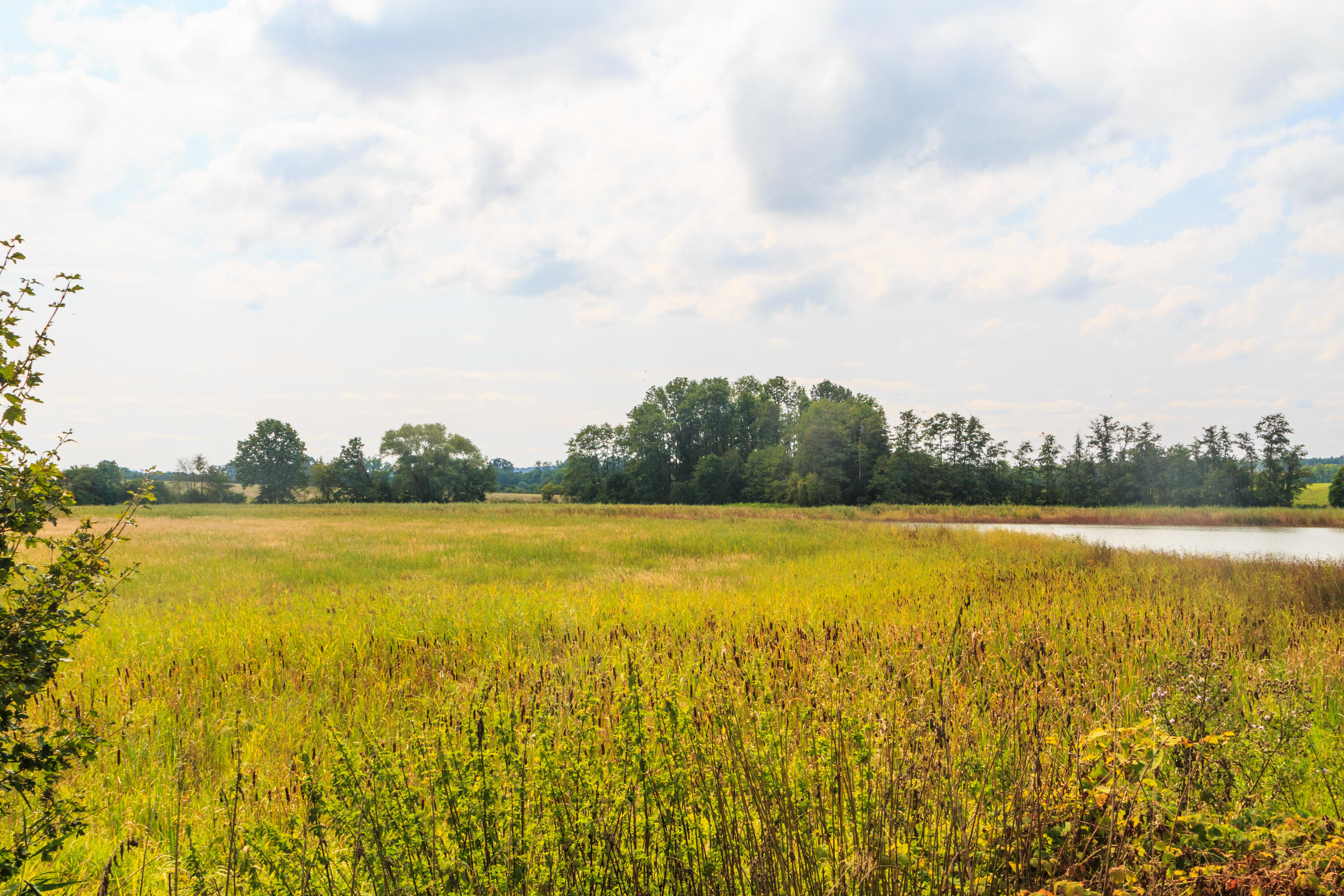
Pohled na Dolní Heřmanický rybník
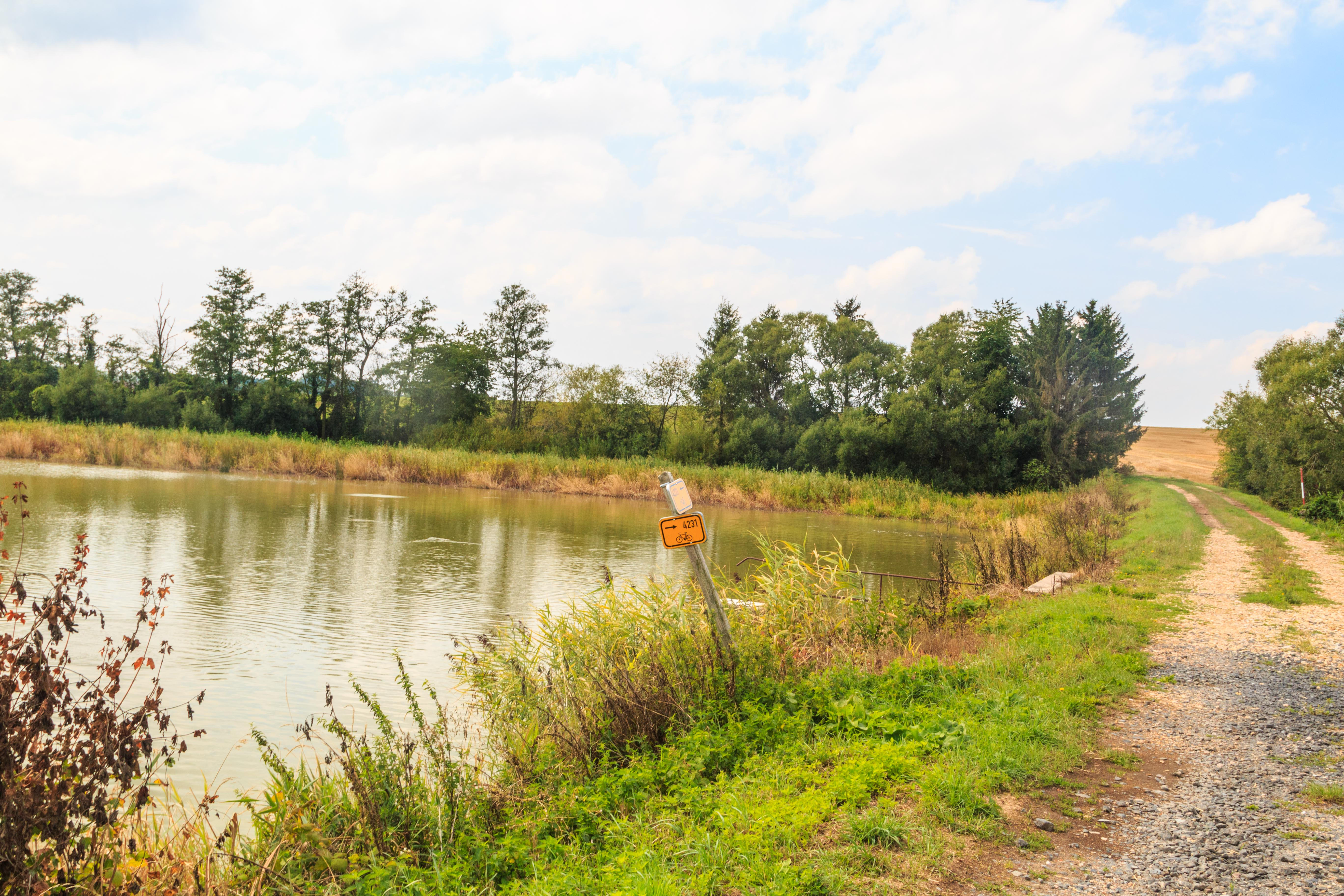
Pohled na Dolní Heřmanický rybník
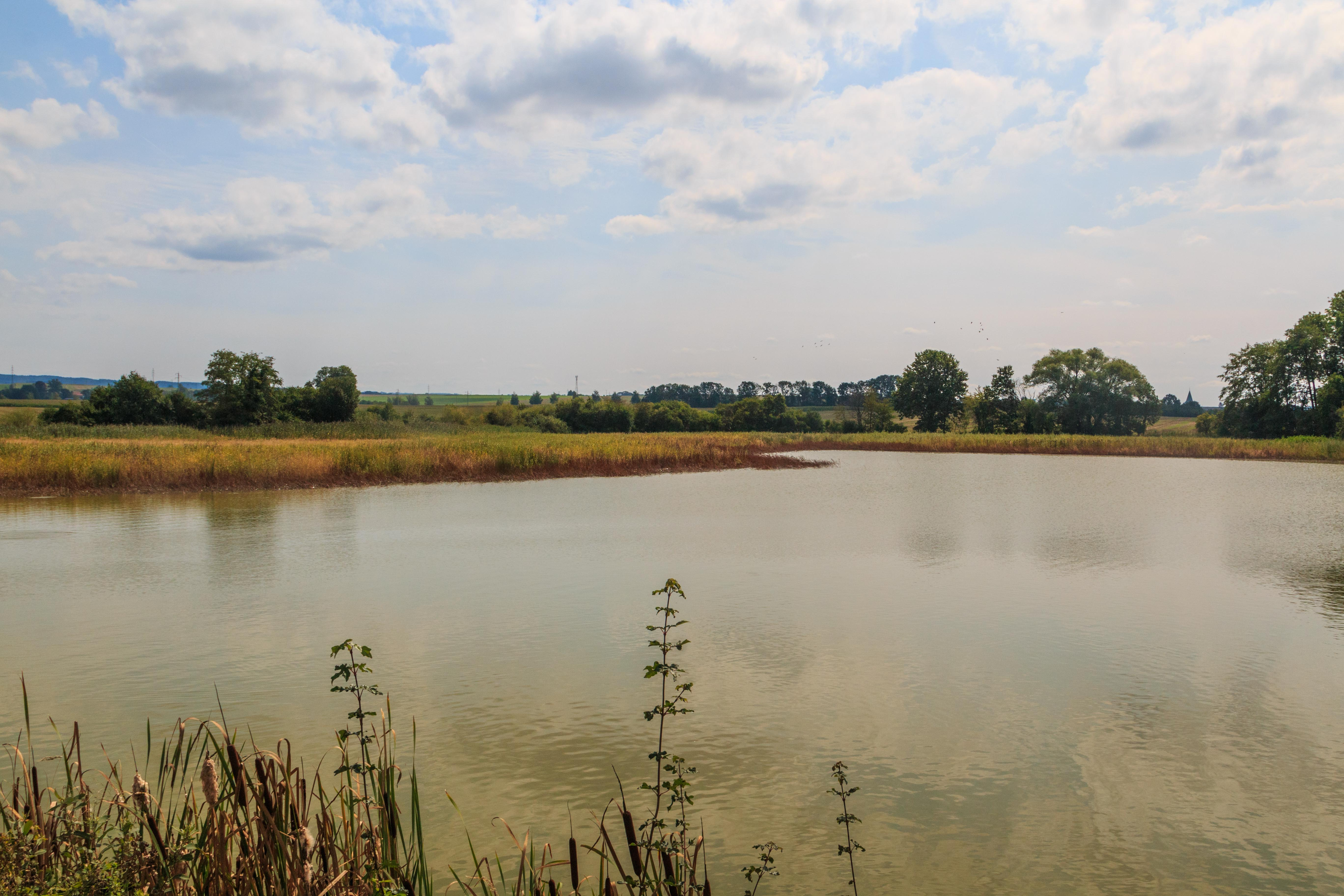
Pohled na Dolní Heřmanický rybník